# Megachile ardens
Megachile ardens är en biart som beskrevs av Smith 1879. Megachile ardens ingår i släktet tapetserarbin, och familjen buksamlarbin. Inga underarter finns listade i Catalogue of Life.